# Hrvoje Tkalčić
Hrvoje Tkalčić (Bjelovar, 3. veljače 1970.) hrvatski je i australski znanstvenik (geofizičar) i Profesor E2 na Australskom nacionalnom sveučilištu (eng. The Australian National University) u Canberri.

## Životopis
Hrvoje Tkalčić, nakon završene gimnazije Matije Antuna Reljkovića u Vinkovcima, studira fiziku i geofiziku na Prirodoslovno-matematičkom fakultetu Sveučilišta u Zagrebu, gdje je 1996. i diplomirao. Poslijediplomski studij nastavio je na Odsjeku za znanost o Zemlji i planetima Kalifornijskoga sveučilišta u Berkeleyju (engl. University of California at Berkeley – Department of Earth and Planetary Science) gdje je 2001. i doktorirao na temu strukture duboke unutrašnjosti Zemlje putem prostornih valova potresa.
Kao znanstvenik radio je u seizmološkom laboratoriju Kalifornijskoga sveučilišta u Berkeleyu (1997. – 2001.), Institutu za geofiziku i planetarnu fiziku Kalifornijskoga sveučilišta u San Diegu (2002. – 2003.), Nacionalnom laboratoriju Lawrence Livermore u Kaliforniji (2003. – 2006.) i seizmološkoj grupi američke kompanije Multimax (također u Kaliforniji, 2006.). Od siječnja 2007. do travnja 2013. zaposlen je kao Fellow (docent do izvanredni profesor u europskom sustavu obrazovanja) na Školi za znanosti o Zemlji (engl. Research School of Earth Sciences) Australskoga nacionalnoga sveučilišta u Canberri. Od travnja 2013. zaposlen je kao Senior Fellow i Associate Professor (izvanredni do redovni profesor u europskom sustavu obrazovanja). Od siječnja 2019. je redovni profesor, a od lipnja 2023. je profesor E2 na Australskom nacionalnom sveučilištu. Od siječnja 2017. godine je voditelj Grupe za seizmologiju i matematičku geofiziku, a od travnja 2021. voditelj je geofizičkog dijela Škole za znanosti o Zemlji. Voditelj je Seizmološkog i infrazvučnog opservatorija Warramunga na Sjevernom teritoriju.
Do danas je objavio više od 120 znanstvenih radova s područja geofizike u internacionalnim žurnalima s recenzijom (engl. peer review). Predmet njegovih istraživačkih interesa su struktura unutrašnjosti Zemlje i dinamika različitih dijelova unutrašnjosti Zemlje putem suvremenih metoda seizmologije i matematičke geofizike s naglaskom na Zemljinu jezgru i donji plašt te razvijanje novih seizmoloških metoda i njihova primjena na proučavanje Zemljine litosfere. Osim globalne, bavi se i planetarnom seizmologijom, te popularizacijom znanosti. Drugi Tkalčićevi interesi usmjereni su na proučavanje fizike mehanizma nastanka tektonskih i vulkanskih potresa pomoću modeliranja seizmograma te uspostava mreže seizmografa na teško pristupačnim dijelovima planeta uključujući i oceansko dno.
Sudjelovao je u brojnim znanstvenim ekspedicijama u nenaseljene dijelove Australije s ciljem instaliranja mreže seizmografa sa svrhom proučavanja Zemljine kore i njezina gornjeg plašta te radi postizanja dobre prostorne pokrivenosti za tomografske i slične metode. Redovito sudjeluje u radu mnogih međunarodnih znanstvenih kongresa i konferencija. Dobitnik je dekanovih i rektorovih nagrada Australskog nacionalnog sveučilišta za izvrsnost u obrazovanju u vođenju studenata i doktoranada. Stipendist (engl. Fellow) je Japanskoga društva za promicanje znanosti te dobitnik nagrade Distinguished Scientist predsjednika Kineske akademije znanosti. Izabran je u članstvo Američke unije geofizičara (engl. American Geophysical Union) 2020. godine. Dobitnik je medalje Price Kraljevskog astronomskog društva u Londonu (Royal Astronomical Society) 2022. godine. Od 2024. godine, član je Australske akademije znanosti (engl. Australian Academy of Science). Sveučilište u Zagrebu dodijelilo mu je svoj 103. počasni doktorat.

### Knjige
- Tkalčić, H.: »The Earth's Inner Core Revealed by Observational Seismology«, Cambridge (UK): Cambridge University Press, 2017. ISBN 9781139583954[18][19][20]
- Tkalčić, H.: »Potresi: divovi koji se ponekad bude«, Zagreb: Naklada Ljevak, 2022. ISBN 978-953-355-597-3[21][22]

## Vanjske poveznice
- Tko je tko u hrvatskoj znanosti: Hrvoje Tkalčić  Arhivirana inačica izvorne stranice od 24. lipnja 2007. (Wayback Machine) (hrv.) (engl.)
- Australian National University – Research School of Earth Sciences: Hrvoje Tkalčić (engl.)
- Google Scholar: Hrvoje Tkalčić (engl.)
- The Australian National University – Research School of Earth Sciences: Hrvoje Tkalčić (publikacije)  Arhivirana inačica izvorne stranice od 4. studenoga 2016. (Wayback Machine) (engl.)
- Jutarnji.hr – Tanja Rudež: »BITI ZNANSTVENIK DANAS Čovjek koji je otkrio božju česticu, tvrdi: Danas ne bih mogao dobiti posao u akademskoj zajednici. Je li u pravu?«  Arhivirana inačica izvorne stranice od 13. travnja 2016. (Wayback Machine)